# Das kalte Paradies
Das kalte Paradies ist ein Spielfilm des schweizerisch-tschechischen Filmemachers Bernard Šafařík aus dem Jahr 1986.

## Handlung
Der Osteuropäer Jan und Elba, die aus Lateinamerika stammt, lernen sich in einem Schweizer Asylantenwohnheim kennen und verlieben sich. Dort warten sie mit vielen anderen Asylbewerbern aus unterschiedlichen Ländern auf die Anerkennung ihrer Anträge. Als das Asylgesuch abgelehnt wird, versuchen Jan und Elba, die Eltern eines Kindes geworden sind, erfolglos nach Frankreich zu fliehen. Jan wird in sein Heimatland abgeschoben. Elba und ihr Kind verstecken sich mithilfe einer Nachbarin in einer Berghütte, bis auch sie aus der Schweiz ausgewiesen werden.

## Kritik
„Flott, sexy bisweilen komisch, doch zumeist in Moll …“

„Ein Plädoyer für Zivilcourage, Menschlichkeit und Liebe, das trotz dramaturgischer Mängel Hoffnungen und Ängste von Asylanten einfühlsam vermittelt“

## Preise/Auszeichnungen/Aufführungen
Der Film lief bei Festivals in Montreal, London, Kairo, Straßburg, Warschau, Solothurn, Locarno, Nürnberg, Taipei, Lyon sowie Kopenhagen und wurde bei den Festivals in Saarbrücken, San Remo und Brüssel ausgezeichnet.
Der Film lief in Kinos in der Schweiz, in Deutschland und in Österreich. In Deutschland wurde der von der Jury der evangelischen Filmarbeit zum Film des Monats Februar 1987 gekürt. Šafařík Film wurde auch im Fernsehen ausgestrahlt: DRS, ARD, Arte, 3sat, ČT, ORB, BR, NDR, SR, WDR.
Dank Pro Helvetia wurde er zudem in Lateinamerika, Frankreich und Kanada gezeigt.
Das kalte Paradies erhielt eine Studienprämie vom Bund, Bern 1986.